# 阿莉克丝·迪谢
阿莉克丝·迪谢（法語：Alix Duchet，1997年12月30日—），法国女子篮球运动员，司职控球后卫。她曾代表法国国家队参加2020年夏季奥林匹克运动会篮球比赛，获得一枚铜牌。